# Амадей I (граф Савойи)
Амадей I (ок. 995/1000 или ок. 1016— после 18 декабря 1051) — граф Морьена и Шабле с 1047/1051, сын графа Гумберта Белая Рука и его жены Ансилии. Носил прозвище Хвост, связанное с историей его участия в церемонии коронации императора Генриха III.
Во время правления Амадея I началось переселение савойских крестьян, страдавших от малоземелья, с низинных долин на горные плато.
Амадей I был женат, но наследников не оставил, и после его смерти графство перешло его брату Оттону I.
По другим источникам, у Амадея было трое детей:
- Гумберт (ум. 1051),
- Аймон (ум. 1060) — епископ Белле,
- Тиберга, с 1053 жена Людовика де Фосиньи (ум. 1060), затем вышла замуж за графа Женевы Жерольда II.